# ترانه‌شناسی همایون شجریان
همایون شجریان (زادهٔ ۳۱ اردیبهشت ۱۳۵۴) خواننده موسیقی سنتی ایرانی، آهنگساز و نوازنده تنبک و کمانچه است. «نسیم وصل» به آهنگسازی محمدجواد ضرابیان اولین آلبومی که همایون شجریان خوانندگی آن را بر عهده داشت در سال ۱۳۸۲ منتشر شد. آلبوم «نه فرشته‌ام نه شیطان» با آهنگ سازی تهمورس پورناظری و آلبوم «ایران من» با آهنگ سازی سهراب پورناظری از پرفروش‌ترین آثار او هستند.
«کنسرت نمایش سی» با استقبال فراوانی در کاخ سعدآباد به مدت سی شب برگزار شد. کنسرت «به رنگ صدا» در تابستان ۱۴۰۱ با رهبری ارکستر آرش گوران که در قالب ارکستر «سیاوش» پیش روی مخاطبان قرار گرفته، توانست به عنوان یکی از پرفروش‌ترین و پرمخاطب‌ترین کنسرت‌ها تبدیل شود.

## آلبوم‌ها

### دهه ۱۳۸۰
«نسیم وصل» به آهنگسازی محمدجواد ضرابیان اولین آلبومی که همایون شجریان خوانندگی آن را بر عهده داشت در سال ۱۳۸۲ منتشر شد. دومین آلبوم او «ناشکیبا»، با آهنگ‌سازی اردشیر کامکار سال ۱۳۸۳ راهی بازار شد. همکاری همایون شجریان با ضرابیان در دو آلبوم «شوق دوست» در سال ۱۳۸۳ و «با ستاره‌ها» در سال ۱۳۸۵ نیز ادامه پیدا کرد. در سال ۸۴، همایون شجریان آلبوم «نقش خیال» را به آهنگ‌سازی علی قمصری به بازار عرضه کرد که با استقبال فراوانی روبرو شد. در این سال، در گروه سنتی آلبوم «نقش خیال» و «نسیم وصل» در صدر پرفروش‌ترین آلبوم‌های موسیقی قرار گرفتند.
آلبوم‌های «آب، نان، آواز» در سال ۱۳۸۸ و «چه آتش‌ها» در ۱۳۹۲ نیز کارهای مشترک قمصری و همایون شجریان هستند. همایون شجریان به همراهی «گروه دستان» دو آلبوم «قیژک کولی» و «خورشید آرزو» را در سال ۱۳۸۷ نیز منتشر کرد. در سال ۱۳۸۸، اپرای عروسکی «شمس و مولوی» به آهنگسازی بهزاد عبدی و خوانندگی همایون شجریان و محمد معتمدی چند سال پس از اجرا به آلبوم صوتی تبدیل شد. «شب جدایی» که مجموعه‌ای از تصنیف‌های قدیمی با تنظیم مزدا انصاری است آخرین آلبوم منتشر شده از همایون شجریان در این دهه بود.

### دهه ۱۳۹۰
در سال ۱۳۹۰ او آلبوم «شوق نامه» و «ای جان جان بی‌من مرو» را عرضه کرد. او در آلبوم «شوق‌نامه» که حاصل ۴ سال تلاش گروهی بازیابی تصانیف عبدالقادر مراغه‌ای به سرپرستی محمدرضا درویشی بود به عنوان خواننده حضور داشت. در این دهه با همکاری برادران پورناظری آلبوم‌هایی چون «ایران من»، «نه فرشته ام نه شیطان»، «آرایش غلیظ» و «رگ خواب» منتشر شدند. آلبوم «نه فرشته‌ام نه شیطان» با آهنگ سازی تهمورس پورناظری و آلبوم «ایران من» با آهنگ سازی سهراب پورناظری از پرفروش ترین آثار او هستند.
«کنسرت سیمرغ» نخستین آلبوم تصویری همایون شجریان بود که در سال ۱۳۹۱ با همراهی ارکستر سیمرغ و آهنگ سازی حمید متبسم اجرا شد. در این سال او به به همراهی گروه موسیقی «گه‌ریان» در یک برنامه تلویزیونی قطعاتی را اجرا کرد که از شبکه کردست پخش شد. سپس قطعات پخش شده به‌صورت یک آلبوم غیررسمی با نام «فراق» منتشر گردید. ترانه‌های این آلبوم اشعاری از حافظ، سعدی و عارف قزوینی هستند. ژانو باغومیان آهنگساز در آلبوم «مستور و مست» توانسته با استفاده از موسیقی غربی و ترکیب آن با موسیقی ایرانی شکوه و عظمت خاصی را به کلام آهنگ بدهد. این آلبوم ۱۹ اسفند ۱۳۹۳، در تالار استاد جلیل شهناز خانه هنرمندان ایران رونمایی شد.
در سال ۱۳۹۴ «چه آتش‌ها» حاصل همکاری با علی قمصری؛ در کمتر از یک هفته به صدر پرفروش‌ها رسید و آلبوم «خداوندان اسرار» در میان پرفروش‌ترین آلبوم‌های سال قرار گرفت. اسفند ۱۳۹۵ آلبوم تصویری «خداوندان اسرار» حاصل همایون شجریان و سهراب پورناظری که توسط رخشان بنی‌اعتماد کارگردانی شده است، در تالار خلیج‌فارس فرهنگسرای نیاوران رونمایی شد. این اثر در سه اپیزود طراحی شده که در آن، اشعاری از مولوی، خیام و حافظ در قالب سازبندی‌های مختلف ارائه می‌دهد. آلبوم «خداوندان اسرار» اولین مجموعه از پروژهٔ «آیینه‌ها» است.
در سال ۱۳۹۶ «امشب کنار غزل‌های من بخواب» با اشعار افشین یداللهی و آهنگسازی فردین خلعتبری منتشر شد. این آلبوم در روز اول انتشار خود بیشترین میزان فروش و دانلود قانونی در این سال را در وبگاه بیپ تونز از آن خود کرد و جایزه بهترین آلبوم موسیقی معاصر و ارکسترال ایرانی در بخش کارشناسی پنجمین جشن سالانه موسیقی ما به آن تعلق گرفت. پیش از آلبوم «امشب کنار غزل‌های من بخواب»، فردین خلعتبری و همایون شجریان در ساخت و انتشار تک‌آهنگ «بار دگر فراموشی» نیز همکاری کرده بودند.

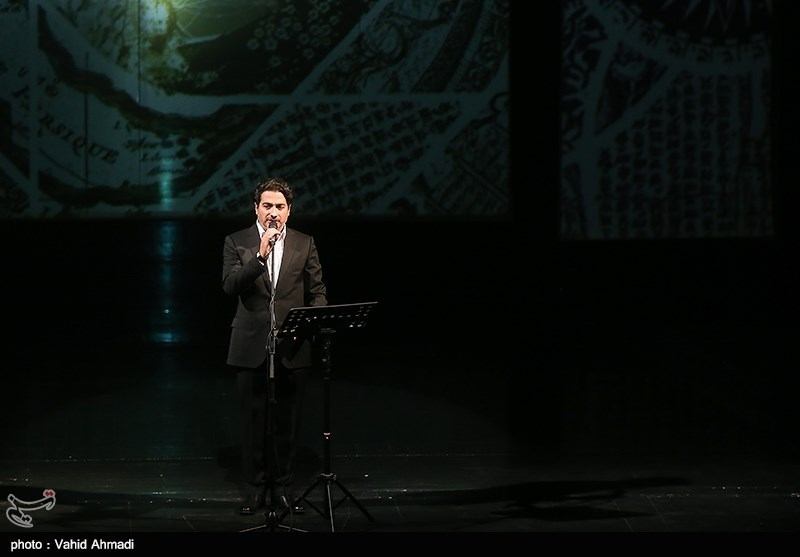
رونمایی از آلبوم «ایران من»

چهارشنبه شب ۲۴ مرداد ۱۳۹۷ در تالار وحدت از آلبوم موسیقی «ایران من» با آهنگسازی سهراب پورناظری رونمایی شد. این اثر در ایران، ترکیه و آمریکا ضبط شده و زمانی بیش از ۲۰۰ ساعت صرف تولید آن شد. در این آلبوم از نوازندگان ترکیه ای و ارمنستانی استفاده شد. آلبوم «ایران من» در میان آثار سبک کلاسیک ایرانی به عنوان پرفروش‌ترین اثر سال معرفی شد. در میان ۶ آلبوم پرفروش سال، «ایران من» تنها اثر غیر پاپ بود. در این اثر دل‌نیا آرام به‌عنوان خواننده سوپرانو حضور دارد. پخش قطعهٔ «ایران من» در انتخابات ریاست جمهوری ۱۴۰۰ در صدا و سیما با انتقادات و اعتراضات فراوانی از سوی مردم و سازندگان اثر روبه‌رو شد.
آلبوم «افسانه چشمهایت» اثر مشترکی از همایون شجریان و علیرضا قربانی با آهنگسازی مهیار علیزاده با تأخیری پنج ساله در ۱۹ آبان ۱۳۹۸ منتشر شد. آیین رونمایی از این آلبوم ۲۱ آبان ماه در تالار وحدت برگزار شد. پس از انتشار آلبوم، شاعر قطعه «افسوس» به نام هوشنگ ابتهاج دیده می‌شد. پس از آن یلدا ابتهاج با انتشار پستی در اینستاگرام و باز نشر متن قطعه از آن انتقاداتی کرد. پس از انتشار این پست مهیار علیزاده با انتشار ویدیویی در پیج اینستاگرام خود این اشتباه را پذیرفت و به خاطر بی دقتی و اشتباه پیش آمده عذرخواهی کرد.

### دهه ۱۴۰۰
در سال ۱۴۰۱ آلبوم «گاه فراموشی» توسط مؤسسه فرهنگی هنری هزار و چهارصد آریا منتشر شد. ضبط موسیقی این آلبوم در استودیو «ویوگاردن» اتریش و استودیو «صبا» ایران انجام شد. آلبوم گاه فراموشی ۲۲ اردیبهشت ۱۴۰۱ در تالار وحدت با حضور همایون شجریان، فردین خلعتبری و تهیه‌کننده رونمایی شد. این دومین همکاری همایون شجریان با فردین خلعتبری بعد از آلبوم «امشب کنار غزل‌های من بخواب» است. در سال ۱۴۰۲ همایون شجریان آلبومی کوتاه شامل سه قطعه به نام ای یار من را به صورت رایگان منتشر کرد. همچنین در سال ۱۴۰۳ همایون شجریان آلبومی باعنوان «ش م س» با آهنگسازی کیخسرو پورناظری که شامل ۹ قطعه بود و ۷ سال بر روی آن کار شده بود با حمایت و اسپانسری بانک صادرات بر بستر اپلیکیشن بانک صادرات منتشر شد.

### آلبوم های منتشر شده همایون شجریان
| سال  | نام آلبوم                 | مدت (دقیقه) | قطعه | آهنگساز          | ناشر               | توضیحات                                                                                            |               |
| ---- | ------------------------- | ----------- | ---- | ---------------- | ------------------ | -------------------------------------------------------------------------------------------------- | ------------- |
| ۱۳۸۲ | نسیم وصل 𝄠                | ۵۹          | ۸    | محمدجواد ضرابیان | دل‌آواز             | | [ ۳۱ ] [ ۳۲ ] |
| ۱۳۸۳ | ناشکیبا                   | ۵۹          | ۸    | اردشیر کامکار    | دل‌آواز             | | [ ۳۳ ]        |
| ۱۳۸۳ | شوق دوست 𝄠                | ۵۷          | ۹    | محمدجواد ضرابیان | دل‌آواز             | | [ ۳۴ ]        |
| ۱۳۸۴ | نقش خیال                  | ۵۹          | ۸    | علی قمصری        | دل‌آواز             | | [ ۳۵ ]        |
| ۱۳۸۵ | با ستاره‌ها 𝄠              | ۵۲          | ۸    | محمدجواد ضرابیان | دل‌آواز             | | [ ۳۶ ]        |
| ۱۳۸۷ | قیژک کولی                 | ۶۲          | ۶    | حمید متبسم       | دل‌آواز             | به‌همراه گروه دستان                                                                                 | [ ۳۷ ]        |
| ۱۳۸۷ | خورشید آرزو               | ۵۹          | ۸    | سعید فرج‌پوری     | دل‌آواز             | به‌همراه گروه دستان                                                                                 | [ ۳۸ ]        |
| ۱۳۸۸ | آب، نان، آواز             | ۵۸          | ۱۱   | علی قمصری        | دل‌آواز             | | [ ۳۹ ]        |
| ۱۳۸۹ | شب جدایی 𝄠                | ۶۹          | ۱۱   | مزدا انصاری      | دل‌آواز             | | [ ۴۰ ]        |
| ۱۳۹۰ | شوق‌نامه                   | ۱۵۹         | ۲۴   | محمدرضا درویشی   | آوای باربد         | به‌همراه گروه عبدالقادر مراغی                                                                       | [ ۴۱ ]        |
| ۱۳۹۰ | ای جان جان بی من مرو      |             | ۹    | سعید فرج‌پوری     | دل‌آواز             | به‌همراه گروه دستان                                                                                 | [ ۴۲ ]        |
| ۱۳۹۱ | سیمرغ                     | ۶۱          | ۶    | حمید متبسم       | ایران‌گام           | | [ ۴۳ ]        |
| ۱۳۹۱ | کنسرت سیمرغ               | ۶۱          | ۶    | حمید متبسم       | نقطه تعریف         | آلبوم تصویری مربوط به اجرای زنده آلبوم سیمرغ است.                                                  | [ ۴۴ ]        |
| ۱۳۹۱ | فراق                      |             |      |                  | غیررسمی            | |               |
| ۱۳۹۲ | چه آتش‌ها                  | ۹۰          | ۱۷   | علی قمصری        | دل‌آواز             | کنسرت تصویری                                                                                       | [ ۴۵ ]        |
| ۱۳۹۲ | نه فرشته‌ام نه شیطان       | ۴۷          | ۸    | تهمورس پورناظری  | ایران‌گام           | | [ ۴۶ ]        |
| ۱۳۹۳ | آرایش غلیظ                | ۲۲          | ۱۰   | سهراب پورناظری   | ایران‌گام           | آلبوم موسیقی متن فیلم آرایش غلیظ                                                                   | [ ۴۷ ]        |
| ۱۳۹۳ | مستور و مست               | ۳۵          | ۸    | ژانو باغومیان    | هنر پارسه          | | [ ۴۸ ]        |
| ۱۳۹۴ | خداوندان اسرار            | ۴۰          | ۸    | سهراب پورناظری   | ایران‌گام           | برنده جایزه باربد ۱۳۹۵                                                                             | [ ۴۹ ]        |
| ۱۳۹۵ | کنسرت خداوندان اسرار      | ۴۰          | ۸    | سهراب پورناظری   | ایران‌گام           | بخش اول کنسرت آیینه‌ها                                                                              |               |
| ۱۳۹۵ | رگ خواب                   | ۳۱          | ۱۲   | سهراب پورناظری   | بارانا             | آلبوم موسیقی متن فیلم رگ خواب با دکلمهٔ حمید نعمت‌الله                                               | [ ۵۰ ]        |
| ۱۳۹۶ | امشب کنار غزل‌های من بخواب | ۷۸          | ۱۶   | فردین خلعتبری    | آوای باربد         | اشعار از افشین یداللهی                                                                             | [ ۵۱ ]        |
| ۱۳۹۷ | ایران من                  | ۶۹          | ۱۱   | سهراب پورناظری   | بارانا             | آلبوم برگزیده ۱۴۰۰                                                                                 | [ ۵۲ ]        |
| ۱۳۹۸ | افسانه چشمهایت            | ۵۴          | ۱۱   | مهیار علیزاده    | مؤسسهٔ آهنگ اشتیاق  | همراه با علیرضا قربانی                                                                             | [ ۵۳ ]        |
| ۱۴۰۱ | گاه فراموشی               | ۴۳          | ۸    | فردین خلعتبری    | هزار و چهارصد آریا | ضبط موسیقی این آلبوم در استودیو «ویوگاردن» اتریش و استودیو «صبا» ایران انجام شده است.              | [ ۵۵ ]        |
| ۱۴۰۲ | ای یار من                 | ۱۳          | ۳    | سعید فرجپوری     | پی پاد             | این آلبوم کوتاه ۳ قطعه ای در سال ۱۴۰۲ به‌صورت رایگان و با حمایت پی پاد به انتشار رسید               | [ ۵۶ ]        |
| ۱۴۰۳ | ش‌م‌س                       | ۶۶          | ۹    | کیخسرو پورناظری  | بانک صادرات ایران  | آلبوم شمس یا شین میم سین به آهنگسازی کیخسرو پورناظری که با حمایت بانک صادرات ایران به انتشار رسید. |               |

راهنما
- آلبوم‌هایی که در آن نقش آهنگساز را نیز داشته است.
- 𝄠 آلبوم‌هایی که در آن نقش نوازنده را نیز داشته است.

### تک آهنگ‌ها
همایون شجریان خواننده تیتراژ پایانی فیلم‌های سینمایی «آرایش غلیظ»، «رگ خواب»، «شعله‌ور» و «قاتل و وحشی» به کارگردانی حمید نعمت‌الله بوده است. همایون شجریان برای خوانندگی در فیلم «آرایش غلیظ» اولین جایزه حرفه ای خود را از پانزدهمین جشن حافظ کسب کرد.
| سال  | نام آهنگ             | آهنگساز          | شاعر                       | توضیحات | منبع                 |
| ---- | -------------------- | ---------------- | -------------------------- | --- | -------------------- |
| ۱۳۸۳ | رسم عاشقی            |                  |                            | تیتراژ پایانی سریال «رسم عاشقی» | [ ۶۰ ] [ ۶۱ ]        |
| ۱۳۸۴ | شهرآشوب              | محمدرضا درویشی   |                            | تیتراژ پایانی سریال «شهرآشوب» |                      |
| ۱۳۸۶ | آتش سبز              | محمدرضا درویشی   |                            | تیتراژ پایانی فیلم «آتش سبز»، این بر اساس قطعه «بی‌نشان» ساخته شده است. | [ ۶۲ ]               |
| ۱۳۸۸ | وطن                  |                  | سیاوش کسرایی               | |                      |
|      | سه‌گاه                |                  | رهی معیری                  | مثنوی خوانی |                      |
|      | صدای تو را دوست دارم | مجید درخشانی     | اسماعیل خویی               | به همراه مژگان شجریان، به مناسبت تولد محمدرضا شجریان |                      |
|      | خلیج پارس            | علی قمصری        | حسین فرهنگ مهر             | به‌همراه علی قمصری |                      |
|      | دلشدگان              |                  |                            | با همراهی گروه آوازی تهران | [ ۶۳ ]               |
|      | دیوانه گشتم          |                  | مولوی                      | |                      |
| ۱۳۹۶ | بار دگر فراموشی      | فردین خلعتبری    | فردین خلعتبری              | تیتراژ پایانی فیلم سینمایی «یک گزارش واقعی» است. | [ ۶۴ ]               |
| ۱۳۹۶ | سووشون               | تهمورس پورناظری  | پوریا سوری                 | جان‌مایه این قطعه سوزناک تأکید روی عبارت «جان پدر کجاستی؟» است، عبارتی که پدر یکی از جان‌باختگان حادثه تروریستی دانشگاه کابل به فرزندش فرستاده بود و برای مدت‌ها به هشتگی در فضای توئیتر و اینستاگرام افغانستان و ایران تبدیل شده بود. | [ ۶۵ ] [ ۶۶ ]        |
| ۱۳۹۶ | محو تماشا            | علی قمصری        | فریدون مشیری               | ضبط سازها را در این اثر مصباح قمصری برعهده داشته و غلامرضا صادقی هم ضبط آواز و میکس و مسترینگ را انجام داده است. | [ ۶۸ ]               |
| ۱۳۹۶ | شعله‌ور               | سهراب پورناظری   | مولوی                      | موسیقی فیلم سینمایی «شعله‌ور»، به همراه نصرت فاتح علیخان | [ ۶۹ ] [ ۷۰ ]        |
| ۱۳۹۹ | دیار عاشقی‌هایم       | غلامرضا صادقی    | همن محمدزاده و اسحاق انور  | این قطعه فروردین ۱۴۰۰ به یاد اسحاق انور، شاعر و آهنگساز ایرانی که سوم تیر سال ۹۸درگذشت، اجرا و منتشر شد. همچنین این قطعه به مردم ایران تقدیم شد.                                                                                    | [ ۷۱ ] [ ۷۲ ]        |
| ۱۳۹۹ | آسمان ابری           | غلامرضا صادقی    | حسین منزوی و غلامرضا طریقی | برای سریال «می‌خواهم زنده بمانم» | [ ۷۳ ]               |
| ۱۳۹۹ | هوای زمزمه‌هایت𝄠      | غلامرضا صادقی    | حسین منزوی و غلامرضا طریقی | برای سریال «می‌خواهم زنده بمانم» | [ ۷۴ ]               |
| ۱۳۹۹ | یک‌نفس آرزوی تو 𝄠     | سعید فرج‌پوری     | کمال جعفری امام زاده       | برای سریال «می‌خواهم زنده بمانم» | [ ۷۴ ]               |
| ۱۳۹۹ | بال رؤیایی عشق       | کیوان ساکت       | فریدون مشیری               | این اثر به دختران تحت سرپرستی «مؤسسه خیریه توانبخشی همدم» در مشهد تقدیم شد. | [ ۷۵ ] [ ۷۶ ]        |
| ۱۳۹۹ | شباهنگ𝄠              | سلیم فروزان      |                            | به همراه مژگان شجریان، به مناسبت سالگرد محمدرضا شجریان منتشر شد. «شباهنگ» اثری از استاد شجریان است که در دهه ۵۰ خوانده بود. |                      |
| ۱۳۹۹ | سرنوشت               | انوشیروان روحانی |                            | به گفته همایون شجریان این اثر بیش از یک دهه قبل توسط انوشیروان روحانی شکل گرفته است. تنظیم آن را رضا روحانی انجام داده است. | [ ۷۷ ] [ ۷۸ ]        |
| ۱۴۰۰ | در این شب سیاه       | فردین خلعتبری    | امیرحسین اللهیاری          | برای سریال «جیران» | [ ۷۹ ]               |
| ۱۴۰۰ | گریه کن              | فردین خلعتبری    | اهورا ایمان                | برای سریال «جیران» |                      |
| ۱۴۰۰ | دل من می‌گرید         | علیرضا سپهوند    | مهرانگیز سلحشور            | از بخش‌های برجسته این اثر می‌توان به آواز بخش پایانی قطعه اشاره کرد که خواننده در چپ کوک، کار خود را از آواز اصفهان با تحریرهایی دشوار و فنی و حرکت به سمت دستگاه نوا و فرود، به سرانجام رسانده است.                                  | [ ۸۰ ] [ ۸۱ ] [ ۸۲ ] |
| ۱۴۰۱ | زلف بر باد مده       | سعید فرج پوری    | حافظ                       | به مناسبت نوروز ۱۴۰۱ منتشر شد. | [ ۸۳ ] [ ۸۴ ]        |
| ۱۴۰۱ | بیدار شو             | علی قمصری        | مولوی                      | | [ ۸۵ ]               |
| ۱۴۰۱ | مینا گیان            | قطعه کردی        | آرش گوران                  | | [ ۸۶ ] [ ۸۷ ]        |
| ۱۴۰۱ | شیرین سوزه 𝄠         | قطعه کردی        | آرش گوران                  | | [ ۸۶ ] [ ۸۷ ]        |
| ۱۴۰۱ | خون از رخم بشوی      | آرش گوران        | فریدون مشیری               | در واکنش به خیزش ۱۴۰۱ ایران منتشر شد. | [ ۸۸ ]               |
| ۱۴۰۲ | مدارا                | فردین خلعتبری    | اهورا ایمان                | برای سریال «جیران» (تیتراژ پایانی قسمت آخر) | [ ۸۹ ] [ ۹۰ ]        |
| ۱۴۰۳ | سرمستم𝄠              | پویا سرایی       | سمیرا عاطفی                | به مناسبت یلدای ۱۴۰۳ منتشر شد. | [ ۹۱ ]               |
| ۱۴۰۳ | در دردانه𝄠           | پویا سرایی       | سمیرا عاطفی                | | [ ۹۲ ]               |

راهنما
- 𝄠 آهنگ‌هایی که در آن نقش نوازنده را نیز داشته است.

## همخوان، نوازنده و آهنگساز
آلبوم «یاد ایام» اولین همکاری همایون شجریان با پدر و استاد خود است که نتیجه کنسرتی در آمریکا بود. چند سال پس از آن در سال ۱۳۷۶ در آلبوم‌های «معمای هستی» و «شب وصل» نیز با یکدیگر همکاری داشتند. در دوره‌ای محمدرضا شجریان، حسین علیزاده و کیهان کلهر همکاری خود را آغاز کردند که نتیجه یکی از این همکاری‌ها آلبوم «زمستان» است و همایون شجریان نیز در این دوره با این گروه همکاری می‌کرد. این گروه چهار نفره در سال ۱۳۸۲ در جهت کمک به زلزله‌زدگان بم در تهران کنسرتی با نام «هم‌نوا با بم» برگزار کردند و همچنین آلبوم‌های «ساز خاموش» و «سرود مهر» از جمله همکاری‌های این چهار نفر با یکدیگر بوده است. البته همایون شجریان تا سال ۱۳۸۸ پدرش را در اجراها همراهی می‌کرد.
در آثاری چون «مستان سلامت می‌کنند» اثر بیژن کامکار و «طبیب دل» اثری از سیامک شجریان نوازنده و میکس و مسترینگ را برعهده داشته است. همایون شجریان به آهنگسازی برای سایر خوانندگان نیز مشغول بوده است؛ از جمله، تصنیف «دل ستان» را برای علیرضا افتخاری در آلبوم «قصهٔ شمع» آهنگسازی کرده است.
در همکاری با محمدرضا شجریان
| سال  | آلبوم                           | ناشر   | نوازنده  | همخوان |
| ---- | ------------------------------- | ------ | -------- | ------ |
| ۱۳۷۱ | یاد ایام                        | دل‌آواز |          |        |
| ۱۳۷۱ | آسمان عشق                       | دل‌آواز |          |        |
| ۱۳۷۳ | قاصدک                           | دل‌آواز |          |        |
| ۱۳۷۳ | بهاریه                          | دل‌آواز |          |        |
| ۱۳۷۵ | رسوای دل                        | دل‌آواز |          |        |
| ۱۳۷۶ | شب وصل                          | دل‌آواز |          |        |
| ۱۳۷۶ | معمای هستی                      | دل‌آواز |          |        |
| ۱۳۷۷ | آرام جان                        | دل‌آواز |          |        |
| ۱۳۷۸ | آهنگ وفا                        | دل‌آواز | گروه آوا |        |
| ۱۳۷۹ | زمستان است                      | دل‌آواز |          |        |
| ۱۳۸۱ | بی تو بسر نمی‌شود                | دل‌آواز |          |        |
| ۱۳۸۱ | فریاد                           | دل‌آواز |          |        |
| ۱۳۸۶ | ساز خاموش                       | دل‌آواز |          |        |
| ۱۳۸۶ | سرود مهر                        | دل‌آواز |          |        |
| ۱۳۸۶ | غوغای عشق‌بازان                  | دل‌آواز | گروه آوا |        |
| ۱۳۸۷ | کنسرت محمدرضا شجریان و گروه آوا | دل‌آواز | گروه آوا |        |
| ۱۳۸۸ | آه باران                        | دل‌آواز |          |        |

## کنسرت‌ها
کنسرت‌های مستقل همایون شجریان از میانه دهه ۸۰، تقریباً همزمان با انتشار آلبوم‌هایش در این دهه آغاز شد. همایون شجریان نخستین کنسرت‌های مستقل از پدرش را با «گروه دستان» آغاز کرد و تا کنون اجراهای متعددی در داخل و خارج از کشور اجرا کرده است. همکاری او با سهراب پورناظری، در دهه ۹۰، فصل جدیدی را در کارنامه کاری و هنری‌اش رقم زد. همایون مشغول امتحان فرم‌های جدیدی در موسیقی شد. فرم‌های جدید همایون، به‌ویژه در آلبوم «نه فرشته‌ام نه شیطان» و «آرایش غلیظ»، با آهنگ‌سازی تهمورس و سهراب پورناظری، با استقبال عمومی مردم مواجه شد. همایون شجریان کنسرت‌های بسیاری را با بزرگان موسیقی اجرا کرده و آثار زیادی را به همراه آنان در ایران و جهان منتشر کرده است که می‌توان به آلبوم کنسرت‌های «بی تو بسر نمی‌شود» و «فریاد» اشاره کرد که هردو اثر در سال‌های ۲۰۰۳ و ۲۰۰۵ نامزد دریافت جایزه گرمی شدند.
هم‌نوا با بم (۱۳۸۲)
کنسرت هم‌نوا با بم به مدت سه شب پی در پی از بیست و چهارم تا بیست و ششم دی در تالار بزرگ کشور واقع در ساختمان وزارت کشور ایران برگزار شد. پیش از آغاز برنامه متنی که استاد شجریان دربارهٔ بم و بازماندگانش نوشته بود، با صدای خودش پخش شد و با جمله «خاک پای ملت ایران محمد رضا شجریان» به پایان می‌رسید. در بعضی موارد آواز یا تصنیف دوصدایی خوانده می‌شد و در قسمت‌هایی همایون شجریان یک لحظه بعد از استاد می‌خواند و به نظر می‌رسید که صدای دوم پژواک صدای اول است. این سبک از اجرا که بسیار جذاب بود، برای نخستین بار در ایران اجرا می‌شد.
اپرای عروسکی مولوی (۱۳۸۸)
اپرا عروسکی مولوی اثر بهروز غریب پور، براساس اشعار مثنوی و غزلیات مولانا در دیوان شمس تبریزی نوشته شده و موسیقی آن هم براساس دستگاه‌ها و ردیف‌های آواز سنتی موسیقی اصیل ایرانی است که همایون شجریان در نقش شمس و محمد معتمدی در نقش مولانا، روایت‌های آوازی را برعهده دارند. همایون شجریان در اپرای عروسکی مولوی که چهارمین اپرای عروسکی گروه تئاتر «آران» به‌شمار می‌آید با همکاری ۱۷ خواننده به صحنه رفتند. دراین نمایش که با همراهی گروه کر اکراین و خوانندگان کر تالار وحدت اجرا می‌شود، نوازندگان دهل، دوتار، نی و سازهای کوبه‌ای هم خوانندگان این نمایش را همراهی کرده‌اند. در این اپرا ۶ هزار بیت از اشعار مولانا با استفاده بیش از ۱۰۰ عروسک نمایشی اجرا شد. آلبوم صوتی اپرای «شمس و مولوی» به آهنگسازی بهزاد عبدی  منتشر شد.
کنسرت نمایش سی (۱۳۹۶)

. . . تمام تلاش ما این است کاری کنیم که نسل‌های مختلف مخاطبان از شنیدن موسیقی مرتبط با شاهنامه فردوسی با تمام وجود لذت ببرند. این پروژه برای من پروژه بسیار بزرگی است که قطعاً با کنسرت‌های قبلی ام تفاوت دارد چرا که کار نویی است و من واقعاً هیجان زده هستم که چه اتفاقاتی قرار است بیفتد.

همایون شجریان در گفتگو با خبرگزاری مهر، ۲۹ خرداد ۱۳۹۶

. . . چه کسی جز یک عاشق نیروی آن را دارد گه از تمام هستی‌اش در راه حفظ فرهنگ سرزمینش بگذرد؟ از فرزند و همسر و دستمایه و سرمایه؟ از دار و ندار بگذرد تا به عشق‌اش برسد؟ و چه عشقی پاک‌تر از عشق به فرهنگ و سرزمینی که مادر فرهنگ‌ها و تمدن زادگاه اولین ملت بر روی کره خاک است؟

سهراب پورناظری در گفتگو با خبرگزاری ایسنا، ۱۹ مرداد ۱۳۹۶
کنسرت نمایش سی با همکاری سهراب پورناظری نوشته نغمه ثمینی، و نمایش‌پردازی امیرحسین ماحوزی بر اساس سه داستان از داستان‌های شاهنامه (زال و رودابه، رستم و اسفندیار و رستم و سهراب) از ۱۶ مرداد در کاخ‌موزه سعدآباد به مدت سی‌شب روی صحنه رفت که با استقبال فراوانی روبه‌رو شد. این سه داستان طی ۱۲۰ دقیقه اجرا می‌شود. موسیقی این اثر برگرفته از موسیقی نواحی، سنتی و معاصر ایران است و در بخش‌هایی موسیقی کلاسیک غربی نیز استفاده می‌شود. کارگردانی این اثر را علی اصغر دشتی برعهده دارد و بازیگرانی چون سحر دولتشاهی، مهدی پاکدل، امیر جدیدی، صابر ابر، بهرام رادان، دلنیا آرام، بانیپال شومون و حسین صوفیان در آن حضور داشتند.
در این اثر نوازندگانی چون حسین رضایی نیا (دف، بندیر)، آزاد میرزاپور (تار)، نگار خارکن (کمانچه، صراحی)، آیین مشکاتیان (ضرب زورخانه، کوزه)، مهیار طریحی (سنتور)، حمید خوانساری (بربت)، آرین کشیشی (بیس)، خورشید دادبه (رباب)، شیده شکرابی (چنگ) و سهراب پورناظری (تنبور، سه‌تار و کمانچه) و همچنین آنسامبل شهرزاد، تینا جامه گرمی (ویولون)، یگانه حسینی نیا (ویولن)، نیلوفر سهی (ویولا) و نگار نوراد (ویولون‌سل) حضور داشتند.
انتخاب کاخ ملت سعدآباد برای این رویداد با توجه به استفاده از تکنیک «نورپردازی سه بعدی»، انتخاب مناسبی به نظر می‌رسید. این شیوه که یکی از نقاط قوت این پروژه بود، به شکل سه‌بعدی روی این ساختمان نقش بسته و دکور صحنه را شکل داده بود. برای اجرای این تکنیک از یک مدیر هلندی دعوت شد. پیش از اجرا به علت مراسم تحلیفِ ریاست جمهوری و استقرارِ تعدادی از سیاست مدارانِ کشورهای خارجی در کاخ سعدآباد و محوطهٔ اطرافِ آن، اجرای کنسرت در روز پانزدهم لغو و به روز ۱۶ مرداد موکول شد.
مدیر پروژه این طرح تهمورس پورناظری، مدیر برگزاری آن محمد حسین توتونچیان بودند. حمید نعمت‌الله مشاور پروژهٔ نیز قصد دارد فیلمی مستند از این کنسرت بسازد. این برنامه به تهیه‌کنندگی مؤسسه دل‌آواز و بارانا و با همراهی شرکت سامسونگ برگزار شد. بنیاد فردوسی از هنرمندان این کنسرت نمایش به منظور زنده ساختن آموزه‌های اخلاقی دانشنامه و گنجنامه شاهنامه حکیم توس با اهدای تندیس زرین فردوسی و خوان سوم رستم ساخته گروه هنری «یادمان» تجلیل کرد. در پی انتقادها به کنسرت نمایش سی، همایون شجریان پیشنهادش برای اجرای کنسرت خیابانی را تکرار کرد.
به رنگ صدا (۱۴۰۱)

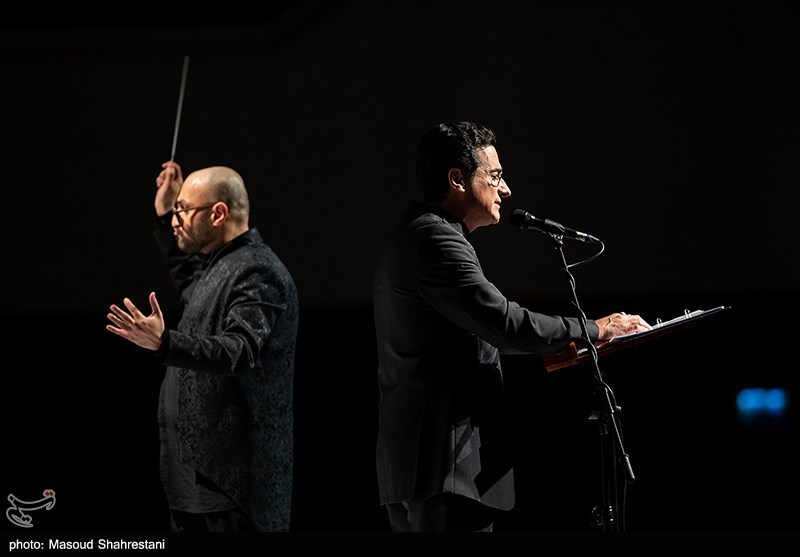
کنسرت «به رنگ صدا»

کنسرت «به رنگ صدا» همراه با ارکستر «سیاوش» به رهبری آرش گوران تیر ۱۴۰۱ در سالن وزارت کشور اجرا شد. این کنسرت با بلیت‌فروشی برای ۳۰ اجرا و سه بار تمدید، رکورد برگزاری کنسرت‌های موسیقی را پس از چهار سال در ایران شکست. ۲۴ خرداد تمامی بلیت‌های ۱۱ روز اعلام شده برای برگزاری کنسرت ظرف مدت چهار ساعت به پایان رسید. در این کنسرت جایگاه VIP به صورت رایگان به دانشجویان اختصاص داده شد. در این کنسرت منتخبی از تصنیف‌های محمدرضا شجریان اجرا شد. به دلیل استقبال زیاد سامانه فروش بلیت در همان ساعات ابتدایی از دسترس خارج و تعداد روزهای اجرای برنامه از ۵ اجرا به ۱۱ اجرا در تیرماه افزایش یافت. در بیش از ۱۵ دقیقه از آغاز نوبت‌های بعدی فروش، خرید موفق بیش از هزار بلیت در دقیقه ثبت شد. به این ترتیب همایون شجریان با استقبال دوستدارانش رکوردار سریع‌ترین فروش بلیت در تاریخ موسیقی ایران شده است.
آزاد میرزاپور (عود و سه تار)، مهیار طریحی (سنتور)، مهرزاد اعظمی کیا (کمانچه)، حسین رضایی نیا (دف، طبل باس، بندیر، شیکر)، همایون نصیری (بندیرباس، کاخن، کوزه – استیر، درام، راید، های هت)، آیین مشکاتیان (تمبک، کوزه، کاخن)، میثم مروستی، پدرام فریوسفی، دانیال جورابچی و فرشاد شیرانی (ویولن یک)، نیلوفر محبی، آرمین قضاتی، علیرضا چهره قانی و بهار فلسفی (ویولن دو)، مازیار ظهیرالدینی، پیمان ابوالحسنی و پرهام میلانی (ویولن آلتو)، مهدی عبدی و یاسمن کوزه‌گر (ویولنسل)، هادی اسماعیلی (کنترباس) و امیر دارایی (پیانو) از جمله نوازندگان گروه «سیاوش» در این اجر بودند.

. . . همیشه دوست داشتم گروهی مثل گروه آوا که پدرم آن را تأسیس کرده بودند، پی‌ریزی کنم و این گروه جایی باشد تا آثار هر آهنگسازی در آن اجرا شده و نوازندگان مختلف در آن هنرنمایی کنند. من هم نام این گروه را سیاوش گذاشتم و فعالیتم را با این گروه آغاز می‌کنم.

همایون شجریان، شهریور ۱۳۹۱
گروه «سیاوش» به سرپرستی و خوانندگی همایون شجریان در سال‌های آغازین دهه ۹۰ اجراها و برنامه‌های زنده بسیاری را پیش روی مخاطبان قرار داده است. از آن جمله می‌توان به مجموعه کنسرت‌های «آیینه‌ها» اشاره کرد.
آرش گوران رهبر ارکستر، سحر فروزان مدیر، غلامرضا صادقی صدابردار، رضا موسوی طراحی و کارگردانی صحنه، مصطفی طباطبایی و گروه همراه ساخت و اجرای دکور، محمد صیدآبادی طراح نور، آیدا آب پرور تولید تصاویر، خشایار لهراسبی طراحی و ساخت ویدئو کلیپ «دیار عاشقی هایم»، آیدین کشاورز و گروه همراه اجرای مپینگ، شیما میرحمیدی طراح لباس، کامیار مینوکده عکاس و افسانه شجریان عکاسی مستند اعضای گروه اجرای کنسرت را تشکیل می‌دهند.
ابتدا قطعه «بگذار سر به سینه من» با طراحی آواز همایون شجریان اجرا شد که این قطعه سال ۱۳۸۳ در قالب آلبوم موسیقی «اشتیاق» با آهنگسازی فرهاد فخرالدینی و خوانندگی علیرضا قربانی و شعر فریدون مشیری اجرا و منتشر شده بود. همایون این تصنیف را پیش از تعطیلات نوروز به آهنگسازی سعید فرج پوری و تنظیمی از غلامرضا صادقی منتشر کرده بود. قطعه دوم؛ بداهه‌نوازی سازهای کوبه‌ای توسط حسین رضایی‌نیا و آیین مشکاتیان به مدت زمان پنج دقیقه اجرا شد که با تشویق بسیار مخاطبان همراه بود.
قطعه‌های دیگر به ترتیب «زلف بر باد مده» به آهنگسازی سعید فرج‌پوری، «آسمان ابری» به آهنگسازی غلامرضا صادقی، «یک‌نفس آرزوی تو» به آهنگسازی سعید فرج‌پوری، «آواز دشتی» با شعری از هوشنگ ابتهاج، «اشک مهتاب» به آهنگسازی حسن یوسف زمانی، «هوای زمزمه‌هایت» به آهنگسازی غلامرضا صادقی، «دلستان» به آهنگسازی همایون شجریان، «سرو چمان» به آهنگسازی محمدرضا شجریان، «چهار مضراب» به آهنگسازی پرویز مشکاتیان و «دود عود» به آهنگسازی پرویز مشکاتیان اجرا شد.
قطعه پایانی کنسرت، به قطعه به «دیار عاشقی‌هایم» با شعری از اسحاق انور و بهمن محمدزاده و آهنگسازی غلامرضا صادقی با مضمون ایران اختصاص داشت که تصاویری از نقاط مختلف کشور از جمله سازه‌های آبی شوشتر، کاخ گلستان، تخت جمشید، باغ ارم، سی‌وسه‌پل، نقش جهان، سعدیه، حافظیه، مسجد امام اصفهان، گنبد سلطانیه، نقش رستم، قلعهٔ فلک‌الافلاک، چغازنبیل و زیگورات و جنگل و کویر و دماوند و کوه‌های زاگرس مرتبط با مضمون ترانه آن پخش شد. این قطعه ۱۲ اردیبهشت ۱۴۰۱ در کنسرت دبی اجرا شده بود. ۱۴ سال پیش محمدرضا شجریان به مناسبت روز جهانی موسیقی برای آخرین بار در همین تالار آواز خواند. ارکستر سیاوش کنسرت «به رنگ صدا» را با یاد محمد رضا شجریان و پرویز مشکاتیان روی صحنه برد.
این کنسرت قرار بود شهریور ۱۴۰۱ در شهرهای تورنتو، مونترال، ونکوور و کالگاری کانادا اجرا شود که به دلیل آماده نشدن ویزای تعدادی از اعضای ارکستر «سیاوش» به ماه ژانویه تغییر کرد و سپس لغو شدند. سه‌شنبه ۲۶ مهر، همایون شجریان با انتشار متنی در حساب اینستاگرامش ضمن عذر خواهی از کسانی که بلیت تهیه کرده بودند، اعلام کرد تمامی کنسرت‌های خود در اروپا را لغو کرده است.